# Seznam slovenskih astronomov
Seznam slovenskih astronomov, astrofizikov in seizmologov. Na seznamu so tudi ljubiteljski astronomi, ki so vestno opazovali nebo ali pisali o astronomiji.

## A
- Bojan Ambrožič
- Anton Ambschel (1749 – 1821)
- Peter Andolšek
- Milan Anželj
- Jure Atanackov
- France Avsec (1930 – 2008)

## B
- (Milan Balažic)
- Gregor Bavdek
- Ruben Belina
- Danijela Birko
- Klemen Blokar
- Iztok Bončina?
- Miran Borko (meteorolog)
- Maruša Bradač (1978 –)
- Franc Breckerfeld (1681 – 1744)
- Silvo Breskvar (1902 – 1969)
- Martin Brglez
- Klemen Bučar?
- Ina Cecić?
- Bruno Cichocki (1908 – 2001)

## Č
- Andrej Čadež (1942 –)
- Iztok Čadež (1945 –)
- Jani Čekada
- Martin Česenj?
- Klemen Čotar ?
- Lavo Čermelj (1889 – 1980)
- Miroslav Črnivec (1904 – 1986)

## D
- Bojan Dintinjana (1954 –)
- Jure Dobaj
- Peter Dolinar?
- Fran Dominko (1903 – 1987)
- Mirjam Dular (r. Galičič) (1967 –)
- Andrej Dvornik (1990 –) (astrofizik)

## E
- Janez Benjamin Erberg (1699 – 1759)

## F
- Dunja Fabjan (1979 –)
- Miklavž Feigel (1939 – 2018)
- Benedikt Ferretti (1655 – 1730)
- Andrej Filipčič (196?–) (astrofizik)
- Matej Fischinger (1954 –)
- Janez Dizma Florjančič de Grienfeld (1691 – 1757~)
- Nikodem Frischlin (1547 – 1590)

## G
- Mirjam Galičič (Mirjam Dular) (1967 –)
- Matjaž Gerdej
- Andreja Gomboc (1969 –)
- Albin Gradišnik
- Igor Grošelj?
- Pavel Grošelj (1883 – 1940)
- Gabriel Gruber (1740 – 1805)
- Andrej Guštin (1971 –)

## H
- Ferdinand Avguštin Hallerstein (1703 – 1774)
- Herman Koroški (okoli 1100 – okoli 1160)
- Janez Jurij Hočevar (1656 – 1714)
- Majda Hržič Knafeljc (1933 –)

## J
- Goran Ilič

- Bojan Jandrašič
- Jure Japelj
- Sonja Jejčič
- Aleksej Jurca (2000 –)
- Borut Jurčič Zlobec (1947? –)

## K
- Primož Kajdič (1978 –)
- Bojan Kambič (1959 –)
- Marica Kamplet (1963 -)
- Hinko.Kapun ?
- Vid Kavčič?
- Boris Kham (1950 –)
- Bogdan Kilar (1930 – 2015)
- Andrej Kobav (1593 – 1654)
- Branko Kocbek (1927 – 2008)
- Vojko Kogej (1955) (astronavtik)
- Mirko Kokole
- Andrej Koller
- Marian Koller
- Gregor/Gilbert? Koncilja (1931 –) (navigacija)
- Drejc Kopač (1986 –)
- Janez Kos
- Joahim Košutnik (1714 – 1789)
- Josip Kotnik
- Andrej Krajec (1870 – 1930)
- Saša Krapež (1976 –)
- Gregor Kresal (astrofotograf)
- Josip Križan (1841 – 1921)
- Pavel Kunaver (1889 – 1988)
- Andrej Kuzman

## L
- Andrej Lajovic
- Stanko Lapuh (1905 – 1992)
- Srečko Lavbič
- Oton Leban (ljubiteljski)
- Janez Lezicij (1242 – ?)
- Gregor Lorenc

## M
- Stanislav Matičič (komet Matičič)
- Matej Mihelčič (astrofotograf, urednik ...)
- Herman Mikuž (1956 –)
- Dušan Modic (1927 –  2022)
- Andrej Mohar (1956 –)

## N
- Rok Nežič
- Andrej Novak (1933 – 2019)

## O
- Viljem Ogrinc (1845 – 1883)
- Janez Jakob Olben (1643 – 1725)

## P
- Urška Pajer?
- Rok Palčič
- Bernard Perger (~1440 – 1501~)
- Andrej Perlah (1490 – 1551)
- Mihael Peternel
- Vincenc Petruna (1953? -)
- Marijan Poljak
- Marko Pratnekar
- Uroš Premru (1935 -)
- Franc Pretnar (1912 – 1988)
- Marijan Prosen - Majo (1937 –)
- Herman Potočnik
- Dejan Putrle

## R
- Pavla Ranzinger (1933 – 2024)
- Jožef Reisner (1875 – 1955)
- Robert Repnik? (1975 –)
- Gregor Rihtaršič

## S
- Gregor Schoettl (1732 – 1777)
- Janez Krstnik Schoettl (1724 – 1777)
- Vojko Sever
- Jurij Simčič?
- Jure Skvarč
- Stane Slavec
- Mitja Slavinec
- Anže Slosar (1977 –)
- Matic Smrekar
- Rasto Snoj
- Smiljan Sočan
- Samo Stanič (1969 –)
- Boštjan Steiner (1680 – 1748)
- Samo Stopar
- Jakob Strauss (1533 – 1590)
- Marija Strojnik Scholl (1950 –)
- Ivan Sušnik (1854 – 1942)
- Béla Szomi

## Š
- Matija Šircelj
- Jure Skvarč (1964 –)
- Karel Šmigoc (1936 –)
- Olga Šolc
- Tone Špenko
- Nikolaj Štritof

## T
- Robert Terčelj Schweizer
- Ivan Tomec (1880 – 1950)
- Gregor Traven
- Neva Turk-Janežič

## V
- Jan Vales (1983 –)
- Jurij Vega (1754 – 1802)
- Majda Vehovec
- Matija Vertovec (1784 – 1851)
- Zorko Vičar (1962 –)
- Tomaž Vidic?
- Rok Vidmar
- Renato Vidrih (1957 – 2010)
- Simon Vidrih
- Martin Vodopivec?
- Pavel Vodopivec ?
- Matej Vodušek (1839 – 1931)
- Lojze Vrankar (1963 –)
- Franc Vrhovnik (1880 – 1970)
- Bogdan Vuk (astrofotograf)

## W
- Rudolf Wrus (1871 – 1950)

## Z
- Sebastjan Zamuda
- (Danilo Zavrtanik)
- Pavel Zlobec (1939 – 2019)
- Janez Zorec (1948 –)
- Valentin Zupan - Tine
- Tomaž Zwitter (1961 –)

## Ž
- Maruša Žerjal
- Igor Žiberna (1962 –)
- Marko Žigart
- Vladimir Žitko (1903 – 1954)